# François Sevez
François  Laurent Sevez (Chambéry, 22 novembre 1891 – Ichenheim, 29 febbraio 1948) è stato un militare francese.